# Sociedade Anónima (Portugal)
Die Sociedade Anónima (Abkürzung: S.A., SA oder S/A) ist eine Aktiengesellschaft nach portugiesischem Gesellschaftsrecht. Rechtsgrundlage ist der Código das Sociedades Comerciais vom 2. September 1986, zuletzt reformiert zum 30. Juni 2006. Das Stammkapital beträgt mindestens 50.000 Euro. Aktien können mit oder ohne Nennwert ausgegeben werden, der Mindestbetrag bei Nennwertaktien beträgt 1 Cent. Die Sociedade Anónima muss mindestens fünf Gründungsgesellschafter haben und kann monistisch oder dualistisch organisiert sein. Nach der Organisationsstruktur richtet sich, welche Organe die Gesellschaft besitzt. Oberstes Organ bei monistisch organisierten Gesellschaften ist die Hauptversammlung, weitere Organe sind Geschäftsleitung und Aufsichtsrat. Dualistisch geführte Gesellschaften verfügen über einen Vorstand, über einen allgemeinen Rat und ein Aufsichtsgremium.
Mit der Sociedade Anónima Desportiva (SAD) ist in den 1990er Jahren auch eine vergleichbare Rechtsform für Sportvereine geschaffen worden. Sie wird vor allem für die Profifußballabteilungen von Sportvereinen wie Benfica Lissabon, Sporting Lissabon, FC Porto oder zuletzt Belenenses SAD genutzt.